# Strovolos
Strovolos (em grego:  Στρόβολος) é uma cidade localizada no distrito de Nicósia, Chipre. Com população de 67,904 habitantes pelo census de 2011.